# Wilgefortis

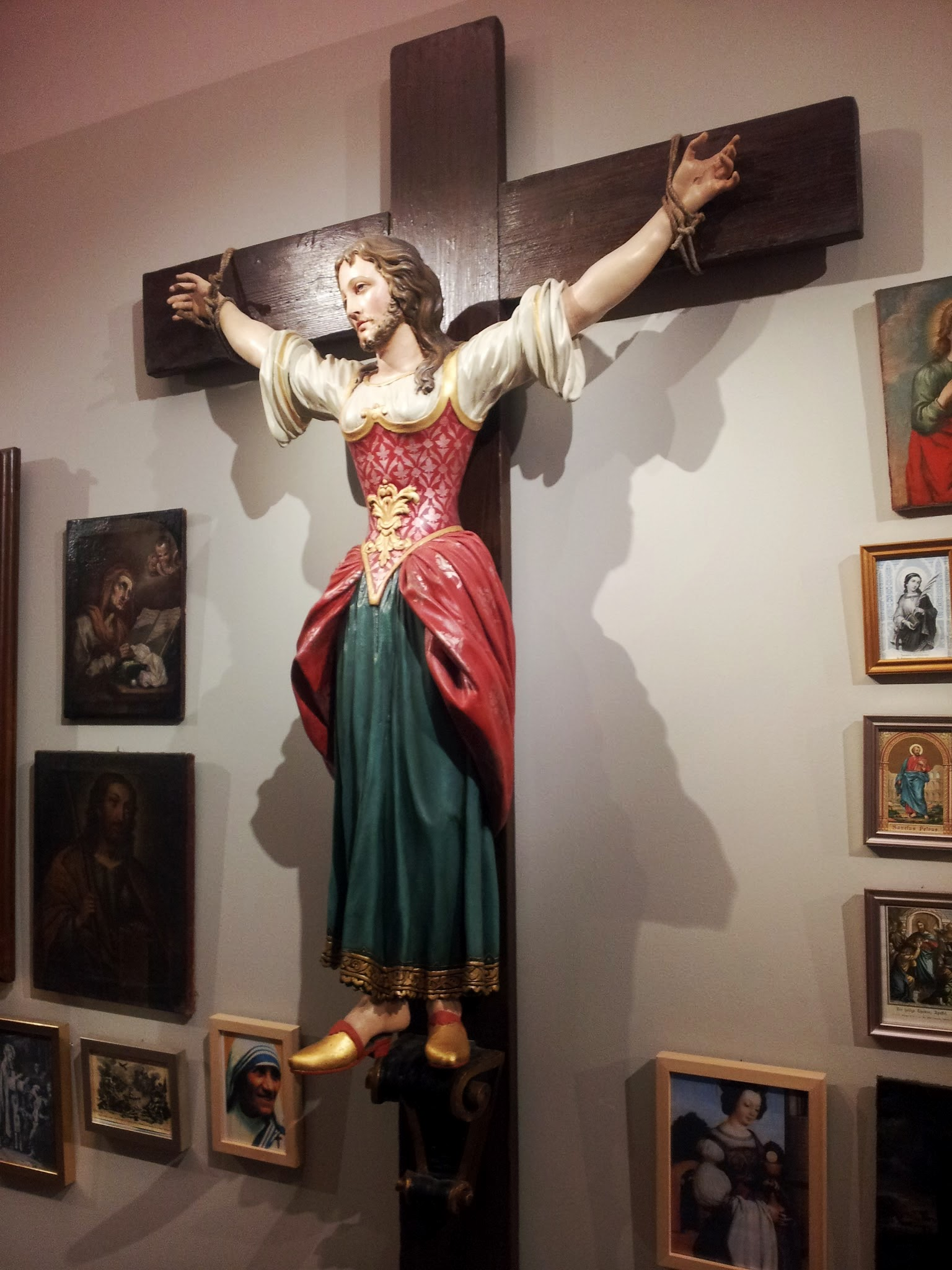
Saint Wilgefortis.

Wilgefortis är ett katolskt helgon. Enligt legenden var hon dotter till en hednisk kung. Hon bad till Gud att hon skulle slippa gifta sig med den man som hennes far hade valt ut. Gud välsignade henne då med ett skägg, och bröllopet blev inställt.
Wilgefortis far svarade då att "Då ska du dö, likt han som du dyrkar" och korsfärste henne.
Wilgefortis vördas av människor som söker lindring från prövningar, särskilt av kvinnor som vill undkomma misshandlande män. Hon firas varje år den 20 juli.
Namnet Wilgefortis kommer antingen från latinets virgis fortis (modig kvinna), eller från gammeltyskans heilige vartez (heligt ansikte). Hon har gott om lokala namn:
- Frankrike - St Debarras (Befrielse)
- Spanien - St Librada
- Italien - St Liberata
- Nederländerna - Ontkommer (Den som undkommer)

## Läs mer
- Boken The Female Crucifix: Images of St. Wilgefortis Since the Middle Ages (Ilse E. Friesen) handlar om Wilgefortis.[4]
- I serieromanen Castle Waiting finns nunneorden St. Wilgefortis - där alla nunnor har skägg.